# Бйорнен
«Бйорнен» (норв. Bjørnøen) — державна компанія, що володіє землями та будівлями на Ведмежому острові (норв. Bjørnøya) полярного архіпелагу Шпіцберген. Є підрозділом компанії «Kings Bay». Присутність компанії на архіпелазі має формальний характер. Норвезький Метеоінститут орендує у компанії землю для своєї метеостанції.
Компанія була заснована 3 червня 1918 року з метою розробок вугільних родовищ острова Ведмежий. 1932 року компанія була націоналізована, а 1967 року перейшла під управління компанії «Kings Bay» .
Нині «Bjørnøen» управляється радою директорів «Kings Bay». Компанія займається науковою діяльністю на острові, який з 16 серпня 2002 року має статус заповідника.